# Shannon Evans
Shannon Evans II (Suffolk, Virginia 19 de julio de 1994) es un jugador de baloncesto estadounidense que actualmente juega en el Morabanc Andorra de la Liga Endesa. Con 1,85 metros de estatura, juega en la posición de base.

## Trayectoria deportiva
Es un base formado en las universidades de Buffalo Bulls (2013–2015) y otras dos temporadas en Arizona State Sun Devils (2016–2018). Tras no ser drafteado en 2018, comenzó su primera experiencia en Europa en las filas del Atomerőmű SE húngaro en el que jugaría durante dos temporadas, desde 2018 a 2020 en las que obtiene unos buenos números. En la temporada 2018-19, promedia 15,92 puntos en 13 encuentros disputados en la liga doméstica, mientras en la temporada 2019-20, promedia 18 puntos en 20 partidos jugados.
En la temporada 2020-21, firmaría por el ÉB Pau-Orthez de la Ligue Nationale de Basket-ball, la primera categoría del baloncesto francés.
El 26 de noviembre de 2020, firma por el Bahçeşehir Koleji S.K. de la Türkiye 1. Basketbol Ligi, tras abandonar el ÉB Pau-Orthez.
El 3 de agosto de 2021 fichó por el Coosur Real Betis de la liga ACB.
El 12 de enero de 2023 fichó por el Valencia Basket de la liga ACB y la Euroliga. El 25 de junio de 2023, Valencia ejecutó la cláusula de rescisión de contrato y se convirtió en agente libre.
El 30 de agosto de 2023 se anuncia la llegada de Shannon a los Beijing Ducks de la CBA. El 5 de diciembre tras 11 partidos, decide irse del equipo asiático.
El 8 de enero de 2024, firma por el Joventut de Badalona de la Liga ACB.
El 22 de junio de 2024, firma por el Morabanc Andorra de la Liga ACB.